# Guarabira (tiểu vùng)
Guarabira là một tiểu vùng thuộc bang Paraíba, Brasil. Tiều vùng này có diện tích 1290 km², dân số năm 2007 là 159040 người.